# Der Prinz von Homburg
Der Prinz von Homburg (título original en alemán; en español, El príncipe de Homburgo) es una ópera en tres actos con música de Hans Werner Henze y libreto de Ingeborg Bachmann, basado en el drama de Heinrich von Kleist (1810). Se estrenó el 22 de mayo de 1960 en Hamburgo bajo la dirección de Leopold Ludwig. Esta ópera se representa actualmente de manera esporádica; en las estadísticas de Operabase aparece con sólo una representación en el período 2005-2010.

## Personajes
- Wilhelm Friedrich, elector de Brandemburgo (tenor)
- Su esposa, la Electora (contralto)
- Princesa Natalia de Orange (soprano)
- Mariscal de campo Dorfling (barítono)
- Artur Friedrich, príncipe de Homburgo  (barítono)
- Coronel Obrist Kottvitz bajo)
- Conde Hollenzollern (tenor)
- Tres oficiales (tenor, barítono, bajo)
- Tres mujeres (soprano, mezzosoprano, contralto)
- Sargento (barítono)
- Dos ordenanzas (tenor, barítono)

## Argumento
Federico, príncipe de Homburgo, preocupado por el recuerdo de la princesa Natalia, lanza un ataque durante una batalla sin haber recibido orden alguna.